# Nervus ganglii occipitalis interior
Nervus ganglii occipitalis interior – nerw obecny w głowie owadów.
U prostoskrzydłych nerw ten stanowi wyższe połączenie przedmóżdża (protocerebrum) ze zwojem potylicznym (ganglion occipitale). Nerw ten wychodzi z punktu w tylnej części przedmóżdża, położonego nad przyczepem nervus ganglii occipitalis posterior, i ciągnie się do górnej ⅓ części płatowatej zwoju potylicznego. Otacza on z dwóch stron aortę. Jego funkcją jest przypuszczalnie zapewnienie unerwienia współczulnego narządowi równowagi, który zlokalizowany jest w przedmóżdżu.